# Dub severně ulice Branišovské v Točné
Dub severně ulice Branišovské v Točné je památný hraniční strom, který roste na okraji lesa proti transformátorové stanici poblíž kóty vrchu Čihadlo (388 m n. m.), přibližně 100 metrů od ulice Branišovská.

## Parametry stromu
- Výška (m): 21
- Obvod (cm): 411
- Ochranné pásmo: vyhlášené – kruh o poloměru 13 m na p.č. 866/2, 866/4, 864 a ZE č.104/1
- Datum prvního vyhlášení: 22.11.2006[2][3]
- Odhadované stáří: 195 let (r. 2016)[4]

## Popis
Strom má silný rovný kmen, který se pět metrů nad zemí rozděluje ve více větví. Ty pak vytvářejí korunu vějířovitého tvaru. Koruna se naklání směrem ven z lesa nad pole. Jeho zdravotní stav je velmi dobrý.

## Historie
Dub byl vysazen kolem roku 1820 při cestě k vrchu Čihadlo. Jako hraniční strom vždy ukazoval hranici pozemku lesa a polí.
Spadá do přírodního parku Modřanská rokle - Cholupice a do evropsky významné lokality NATURA 2000 Břežanské údolí, která se z menší části rozkládá na území Prahy. Na jižně orientovaných svazích a ve vrcholových partiích ji tvoří přirozené porosty teplomilných doubrav, místy jsou plochy stepního charakteru s vřesovišti. Součástí ochrany jsou mimo jiné skalnaté svahy údolí Břežanského potoka s významným geologickým profilem nebo dubový les vyvinutý v několika přirozených typech.

## Památné stromy v okolí
- Dva duby v Točné
- Dub letní u samoty Nouzov v Točné
- Dub v polích mezi Točnou a Cholupicemi